# Ecolor
Ecolor este o companie producătoare de mobilă din Jucu, județul Cluj.
Acționarul majoritar al companiei este firma Gyllensvaans Mobler din Suedia, producător de mobilier din 1946 și furnizor IKEA din 1952.
Proiectul din România a fost demarat în anul 2003, producția de mobilier începând însă din anul 2005.
La sfârșitul anului 2007, compania suedeză deținea în România capacități de producție pe o suprafață de peste 20.000 de metri pătrați, dublu față de anul 2006.
Număr de angajați în 2007: 150 
Cifra de afaceri:
- 2013: 42 milioane euro [4]
- 2010: 25,6 milioane euro [5]
- 2009: 16,3 milioane euro [6]
- 2008: 18,5 milioane euro [2]
- 2007: 15,8 milioane euro [7][8]
- 2006: 8 milioane euro [9]